# Aceite de avellanas
Aceite de avellanas es el aceite extraído de la presión en frío de las semillas del avellano (Corylus avellana). 
Es secante y su sabor, dulce y grato. Puede suplir al de olivas para la mesa y al de nueces para la pintura. En la actualidad, es apreciado como tonificante y para estirar la piel. Es un buen regulador sebáceo por lo que está indicado, sobre todo, para pieles grasas. Se emplea regularmente en cosmética formando parte de lociones, cremas o protectores solares. 